# Silulu Aʻetonu
Silulu Aʻetonu (* 19. März 1984) ist eine amerikanisch-samoanische Judoka.
Sie war Teilnehmerin der Olympischen Sommerspiele 2008 in Peking in der Sportart Judo. Sie kämpfte bei den Frauen in der Gewichtsklasse bis 63 kg und verlor ihren ersten Kampf.